# Claire Emslie
Claire Emslie (Edimburgo, 8 marzo 1994) è una calciatrice scozzese, attaccante dell'Angel City e della nazionale scozzese.

## Carriera

### Nazionale
Emslie inizia ad essere convocata dalla Federcalcio scozzese (SFA) nel 2008, indossando per la prima volta la maglia della sua nazionale nella formazione Under-15 il 22 agosto di quell'anno nell'amichevole vinta 3-2 con le pari età della Norvegia.
Dopo aver collezionato un'altra presenza con l'U-15 nel 2009, in quello stesso anno passa all'Under-17, marcando 3 presenze in amichevole con la Danimarca prima di debuttare in un torneo ufficiale UEFA, le qualificazioni all'Europeo 2010 di categoria, il 7 ottobre 2009 aprendo le marcature con una doppietta nella netta vittoria per 13-0 sulla Lituania. In quell'occasione condivide il percorso della sua nazionale che dopo aver superato la prima fase non riesce ad ottenere l'accesso alla fase finale. Rimasta in quota anche per l'edizione successiva, scende in campo solamente nella seconda fase di qualificazione dove la sua nazionale compromette l'accesso alla fase finale già alla prima partita del girone perdendo 4-1 con la Francia e chiudendo al secondo posto. Emslie conclude la sua esperienza in U-17 con 15 presenze e 3 reti segnate tra tornei ufficiali e amichevoli.
Nel frattempo, dal 2010 inizia a essere convocata in Under-19 e inserita nella rosa delle calciatrici che disputano la fase finale dell'Europeo di Macedonia 2010, alla sua terza partecipazione al torneo UEFA. Emslie scende in campo in tutti i tre incontri disputati dalla Scozia che, con due sconfitte, 3-1 con Inghilterra e 5-1 con Germania, e un pareggio, 3-3 con l'Italia, deve abbandonare la competizione già alla fase a gironi. A seguire disputa inoltre le fasi di qualificazione ai successivi europei di Italia 2011 e Turchia 2012, senza che la Scozia riuscisse a qualificarsi per le fasi finali, collezionando complessivamente 16 presenze a siglando 6 reti.
Entrata nel giro della nazionale maggiore, Emslie fa il suo debutto il 1º giugno 2013, nell'amichevole vinta 3-2 con l'Islanda, rilevando Leanne Ross al 62'. Per indossare nuovamente la maglia della Scozia, complice il suo trasferimento negli Stati Uniti, deve però aspettare altri tre anni e mezzo, sempre in amichevole nel pareggio per 2-2 con la Danimarca del 20 gennaio 2017, per andare a segno per la prima volta nella partita successiva, ancora in amichevole, chiamata dalla nuova ct Shelley Kerr, dove segna al 27' il secondo gol della vittoria per 3-0 sull'Ungheria.
In seguito Kerr la convoca con regolarità, impiegandola nel corso delle qualificazioni, nel gruppo 2 della zona UEFA, al Mondiale di Francia 2019, dove va a segno in altre due occasioni, all'Albania e alla Danimarca, vittorie entrambe per 3-0, contribuendo a ottenere con la sua nazionale la storica qualificazione al primo Mondiale femminile per lei e la SFA, inserendola poi nella lista delle 23 calciatrici convocate redatta il 15 maggio 2019.
Durante il torneo Emslie scende in campo da titolare in tutti i tre incontri disputati dalla sua nazionale, e nel primo dei tre, il 9 giugno 2019, nella sconfitta per 2-1 nella fase a gironi contro l'Inghilterra, ha segnato la rete che accorcia le distanze stabilendo anche un primato, il primo gol in assoluto della Scozia ai Mondiali. L'attaccante negli anni successivi disputa la Pinatar Cup, nuovo torneo a invito, sia nell'inaugurale edizione 2020, dove la Scozia ottiene il suo primo trofeo, che in quella edizione 2022 allargata a otto squadre, dove la sua nazionale non va oltre i quarti di finale, e le qualificazioni, nel gruppo E, al Europeo di Inghilterra 2022, dove però la sua nazionale è poco efficace terminando il girone solo al terzo posto e fallendo quindi l'accesso alla fase finale.
Il 21 febbraio 2023, in occasione del pareggio per 1-1 con il Galles alla terza edizione della Pinatar Cup, marca la 50ª presenza con la maglia della nazionale maggiore.

## Palmarès

### Club
- Campionato australiano: 1

2019-2020
- FA Women's Cup: 1

Manchester City: 2018-2019
- Scottish Women's League Cup: 1

Hibernian: 2011
- FA Women's League Cup: 1

Manchester City: 2018-2019

### Nazionale
- Pinatar Cup: 1

2020